# オリコン
オリコン株式会社（Oricon Inc.）は、顧客満足度調査事業、ニュース配信・PV事業、音楽・映像・書籍のデータサービス事業を展開している日本の企業グループの持株会社である。
代表取締役社長は小池 恒（こいけ こう）。商号の由来は Original Confidence （絶対的な信頼）。
同社が発表するオリコンランキングは、日本で最も知名度のある音楽ヒットランキングで、デイリー・週間・月間など異なる集計期間、シングル、アルバム、ポップス・演歌・洋楽など異なるジャンル、また映像（DVD、Blu-ray Discなど）や書籍の売り上げランキングを発表している。さらに2018年12月より、CDに加え、デジタルのダウンロード数、ストリーミングの再生回数を加えた合算ランキングを発表している。

## 沿革
前身の株式会社オリコンの沿革については、「オリコン・エンタテインメント」を参照のこと。
- 1999年10月 - データベース事業及びインターネット対応の移動体通信キャリアへのコンテンツ提供等を目的とする株式会社おりこんダイレクトデジタルを設立。
- 2000年11月 - 大阪証券取引所ナスダックジャパン市場（現JASDAQ市場）に上場。
- 2001年1月 - 株式会社ドリームスピナーズ（後：オリコン・グローバルネットワーク株式会社）を株式取得により子会社化。
- 2001年3月 - 韓国子会社Oricon DD Korea Corp.を設立。
- 2001年4月 - 台湾子会社澳立崗數位股份有限公司を設立。
- 2001年6月 - 株式会社オリコン（後：オリコン・エンタテインメント株式会社）を株式取得により子会社化。
- 2002年4月 - メディア事業を株式会社オリコンに承継、株式会社オリコンのデータベース事業を承継。
- 2002年7月 - オリコン株式会社に商号変更。
- 2002年7月 - 株式会社勁文社からオーディション情報誌「月刊デ・ビュー」および母親が読む子供向けファッション誌「キッズ　デ・ビュー」の事業部門を譲り受け。
- 2002年11月 - デジタルライフライン株式会社を設立。
- 2002年12月 - 英国子会社ORICON UK LIMITEDを設立。
- 2003年8月 - 医療情報提供事業を目的としてオリコン・メディカル株式会社（後：オリコン・モバイル株式会社、現：株式会社oricon ME）設立。
- 2003年8月 - 海外タレントのエージェント事業を目的としてオリコン・ワールドエージェンシー株式会社を設立。
- 2003年10月 - 宝飾品の輸入・販売を行うパトリス・ファーブル・ジャパン株式会社を設立。
- 2004年3月 - デジタルライフライン株式会社を解散。
- 2004年4月 - 通信機器の販売を行う株式会社フローバを株式取得により子会社化。
- 2004年4月 - オリコン・エンタテインメント株式会社が、オリコン・グローバルネットワーク株式会社を吸収合併。
- 2004年10月 - 音楽配信を目的としてオリコン・デジタル・ディストリビューション株式会社（後：オリコンDD株式会社）を設立。
- 2004年12月 - 韓国CINE WELCOME CO.,LTD.（後：ORICON CNS INC.）を株式取得により子会社化。
- 2005年2月 - 株式会社シー・ピー・ユー（後：オリコン・サウンド・クリエイツ株式会社）を株式取得により子会社化。
- 2005年3月 - 株式会社フローバを株式一部売却により連結除外。パトリス・ファーブル・ジャパン株式会社を株式売却により連結除外。
- 2005年5月 - フランクリン・ミント株式会社を設立。
- 2005年10月 - 音楽データベース事業をオリコン・マーケティング・プロモーション株式会社（現・オリコン・リサーチ株式会社）として分割し、オリコン株式会社は持株会社になった。
- 2006年11月 - オリコン・ワールドエージェンシー株式会社を解散。
- 2006年12月 - ORWI株式会社（後：オリコン・エナジー株式会社）を設立。
- 2007年9月 - フランクリン・ミント株式会社を株式売却により連結除外。
- 2008年1月 - 株式会社オリナビを設立。
- 2008年5月 - ORICON CNS INC.を株式売却により連結除外。
- 2009年3月 - 株式会社オリナビを株式売却により連結除外。
- 2010年2月 - 新設分割により、オリコン・リサーチ株式会社の広報企画部門及びリサーチ部門を承継するオリコン・コミュニケーションズ株式会社を設立。
- 2010年5月 - オリコン・モバイル・ストラテジー株式会社（後：オリコン・ストラテジー株式会社）を設立。
- 2010年8月 - オリコンMP株式会社（後：ORICON NEXT株式会社）を設立。
- 2012年7月 - オリコンDD株式会社がオリコン・コミュニケーションズ株式会社を吸収合併。
- 2013年4月 - オリコンDD株式会社のニュース配信事業を新設分割し、新たに設立したオリコンNewS株式会社に承継。株式会社oricon MEとオリコンDD株式会社を吸収合併。
- 2013年12月 - オリコンDサイエンス株式会社を設立。
- 2015年7月 - オリコン株式会社がオリコン・ストラテジー株式会社を吸収合併。
- 2015年10月 - 株式会社oricon MEがオリコン・エンタテインメント株式会社及びORICON NEXT株式会社を吸収合併。
- 2018年1月 - オリコン株式会社がオリコン・エナジー株式会社を吸収合併。オリコン・リサーチ株式会社がオリコンDサイエンス株式会社を吸収合併。
- 2020年10月 - オリコンNEXTコミュニケーションズ株式会社を設立。
- 2022年4月 - 株式会社StayListを株式取得により持分法適用会社とする。
- 2022年4月 - 東京証券取引所の市場区分の見直しにより、東京証券取引所のJASDAQ市場からスタンダード市場に移行。
- 2023年11月 - 資本効率の向上のため、取締役会において自己株式取得を決議。2024年1月22日までに30万株、総額232,519,100円の自己株式を取得[4]。
- 2024年10月 - 広告企画制作会社の株式会社新旭を株式取得により子会社化。
- 2024年11月 - 株式会社oricon MEのモバイル事業を新設分割し、新たに設立した株式会社オリミュウに承継。株式会社オリミュウを株式会社メディアーノに売却[5]。
- 2024年7月 - 株式会社oricon MEがオリコンNEXTコミュニケーションズ株式会社を吸収合併[6]。

## 主な事業

### コミュニケーション事業

#### 顧客満足度調査事業
2003年に、書籍『患者が決めた!いい病院』を発行したのをきっかけとして、2006年より顧客満足度（CS）調査事業を開始し、オリコン顧客満足度ランキングの発表を開始した。
様々なサービス・店舗・病院や医院などの顧客アンケートに基づく満足度ランキングを書籍やウェブサイトで発表している。2020年4月には、サービスの品質向上や働き方改善を目指す人に向けたオウンドメディア「ミチタリ by オリコン顧客満足度」を開設した。

#### ニュース配信・PV事業
1995年からウェブサイトにおいてオリコンチャートを中心とした情報を配信していたが、2004年4月に広範囲な音楽情報を発信するポータルサイト「ORICON STYLE」にリニューアルした。しかし全面的にFlashを使用した非常に重いページだったため評判が悪く、リニューアルを重ねた。
2006年頃からは意識調査に基づいた様々なランキング（音楽以外も含む）を掲載したり、オリコンチャートやアーティストのインタビューを動画で配信したりするなどコンテンツを拡充している。
また芸能情報など音楽以外のニュースを掲載し、テレビ番組・有名人のブログなどの話題ではスポーツ新聞系サイトに比べて充実している場合がある。Yahoo! JAPANを始め、共同通信や全国各地の地方新聞サイトなどにも記事を配信している。
2017年1月11日のリニューアルに伴い、株式会社oricon MEが制作・運営するサイト「ORICON STYLE」は、「ORICON NEWS」に改称された。

### データサービス事業
完全子会社のオリコン・リサーチ株式会社が、事業を行っている。全国の音楽・映像ソフト等の販売店から集計したデータを元に発表するランキングであるオリコンランキングの作成・発表が主な事業である。
サイト上で無料で参照できるランキングは一部に限定されている（週間シングル・アルバムランキングが50位までなど）。より詳細なランキングは、週刊誌「オリ★スタ」（2016年4月4日号をもって休刊）に掲載された。このほか、月額1026円の有料サイト「オリコン情報サービス you大樹」では、最新ランキングの他に、過去の膨大なデータベースも参照できる。
さらに、法人向け有料情報提供サービス「ORICON BiZ online」（従来の「真大樹」を2009年3月3日にリニューアル）では、全国推定売上枚数に基づくランキングがデイリー単位から閲覧できるほか、ジャンル別、エリア別、発売・販売メーカー別、販売チャネル別の詳細なデータも提供される。

## 過去の事業

### 出版事業
完全子会社の株式会社oricon ME（2015年10月の吸収合併により、オリコン・エンタテインメント株式会社の事業を継承）が出版事業を行っていたが、2020年3月の「コンフィデンス」休刊をもって出版事業は終了した。

### スタ☆ブロ
スタ☆ブロとはオリコン株式会社提供のブログサービスである。
元々2005年6月20日に『オリコンブログ』としてスタートした（ドリコムブログシステムベース）が、2008年12月4日に『スタ☆ブロ』へとリニューアルされた。
2015年10月30日12時をもってサービスを終了した。

### モバイル事業
完全子会社の株式会社oricon MEが、音楽配信サイト『オリコンミュージックストア』・電子書籍サイト『よむるん』のモバイル事業を行っていた。2024年11月にモバイル事業を継承する子会社の全株式を株式会社エムティーアイ傘下の株式会社メディアーノに譲渡
1999年12月にJ Sky Web向け総合音楽サイト「ORICON D.D.」（「ORICON HITNEXT」に名称変更）を開始し、モバイル事業を開始した。
2005年3月からはパソコン向けの音楽配信事業にも参入し、最新ランキングからそのまま楽曲をダウンロードできるサービスを開始した。当初はiTunes Music Storeに匹敵する規模を目指すとしていたが、利用者数が低迷し大きな成果を挙げないまま2006年11月に終了した。
2010年9月Android搭載スマートフォン向けの「ORICON STYLE」アプリ（2011年9月「オリコンミュージックストア」に名称変更）の配信を開始し、アンドロイド端末向けの音楽配信サービスを開始した。2013年12月からスマートフォン向け音楽配信サービス「オリコンミュージックストア」が、パソコン向けの音楽配信事業に対応を開始した。

## 企業グループ
- 株式会社oricon ME（完全子会社。2013年4月にオリコンDD株式会社を吸収合併[18]。2015年10月にオリコン・エンタテインメント株式会社およびORICON NEXT株式会社を吸収合併して存続会社となる[18]） - 「ORICON NEWS」サイトの制作・運営・広告販売、「オリコン顧客満足度調査」連動型広告、調査データの販売、「ORICON エンタメ・マーケット白書」の出版。
- オリコン・リサーチ株式会社（完全子会社。2005年10月設立のオリコン・マーケティング・プロモーション株式会社が2008年10月に商号変更[18]） - 音楽・映像・書籍のマーケティングデータおよびランキング情報の提供、放送局向け・ECサイト向け音楽データベースの提供。
- オリコンNewS株式会社 - ニュース配信サービスの提供
- 株式会社新旭 - メディア事業、プロモーション事業、デジタル事業、 コンテンツ事業、音楽事業

### 過去のグループ会社
- オリコンDD株式会社（2013年4月に株式会社oricon MEに吸収合併[18]。旧オリコン・ストラテジーの完全子会社、2012年にオリコン・コミュニケーションズ株式会社を合併） - インターネットメディア事業。
- オリコン・ストラテジー株式会社（2015年7月にオリコン株式会社に吸収合併[18]） - スマートフォン向け事業に関する経営戦略立案および指導。
- オリコン・エンタテインメント株式会社（2015年10月に株式会社oricon MEに吸収合併[18]） - 雑誌・書籍出版。

- ORICON NEXT株式会社（2015年10月に株式会社oricon MEに吸収合併[18]） - 広告・宣伝に関する企画立案・コンサルティング、ゲーム等のコンテンツ企画開発。
- オリコンNEXTコミュニケーションズ株式会社 - PRコンサルティング、Webマーケティング コンサルティング

## 名誉毀損訴訟
2006年11月、雑誌『サイゾー』の記事にオリコンチャートの信憑性を疑うコメントをしたジャーナリストの烏賀陽弘道に対して、名誉毀損を理由に5,000万円の損害賠償を求めて東京地方裁判所に提訴した。2008年4月22日、東京地裁はオリコンの訴えを認めて、烏賀陽に100万円を支払いを命じた。2009年8月3日、雑誌『サイゾー』の謝罪などを条件に、オリコンは請求を放棄して和解した。烏賀陽はオリコンの5,000万という請求額を「スラップだ」と批判している。

## 情報提供番組
現在
- COUNT DOWN TV→CDTVサタデー→CDTVライブ!ライブ!（TBS）
- ミュージックステーション（テレビ朝日）
- オリコンTOP10シングル・アルバム・洋楽/オリコンTOP20シングル・アルバム・洋楽（100%ヒッツ!スペースシャワーTVプラス）
- オリコン演歌&歌謡TOP20（歌謡ポップスチャンネル）
- カラオケナビ〜演歌〜（ひかりTV STYLE2）オリコン月間演歌･歌謡曲TOP5紹介
- 週間HIT オリコン・チャート（USEN）
- ミュージックジェネレーション（フジテレビ）
- 昭和の名曲シリーズ（テレビ朝日） 過去の昭和の名曲をランキングで振り返る番組。

など
過去
- ザ・ベストテン（TBS）
- うたばん（TBS）
- ワンダフル火曜日（TBS）
- Pooh!MUSIC（TBS）
- 突然バラエティー速報!!COUNT DOWN100（TBS）
- エクスプレス（TBS） オリコンシングルデイリーランキングTOP10（放送日前日付）を毎日発表した。
- ぎんざNOW!（TBS）
- AX MUSIC TV（日本テレビ）
- THE 夜もヒッパレ（日本テレビ）
- 速報!歌の大辞テン!!（日本テレビ）
- 音楽戦士 MUSIC FIGHTER（日本テレビ）
- ものまね珍坊（フジテレビ）
- MJ -MUSIC JOURNAL-（フジテレビ）
- HEY!HEY!HEY! MUSIC CHAMP（フジテレビ）
- MUSIC JAPAN（岩手めんこいテレビ）
- 最新ヒット ウエンズデーJ-POP（NHK BS2・BS hi）
- 1番ソングSHOW（日本テレビ）
- 魁!音楽番付 Eight（フジテレビ）- 番組自体は、『魁!ミュージック』として継続中。

など
特別番組
- 歌のゴールデンヒット オリコン1位の50年間（TBS） 2017年2月13日、および同年10月2日。両日とも19時00分 - 22時54分に放送された[19]。
  - 1968年スタートのオリコンチャート のシングル週間1位獲得作品を振り返る番組。
- 満足度1位企業の挑戦〜オリコン顧客満足度アワード徹底分析〜（BS朝日、2025年3月30日、12:00 - 12:55）